# Niposoma stackelbergi
Niposoma stackelbergi är en skalbaggsart som först beskrevs av Kryzhanovskij in Kryzhanovskij och Reichardt 1976.  Niposoma stackelbergi ingår i släktet Niposoma och familjen stumpbaggar. Inga underarter finns listade i Catalogue of Life.